# معسكر اعتقال مونوفيتس
معسكر اعتقال مونويتز (المعروف أيضًا باسم مونويتز بونا وبونا وأوشفيتز الثالث) معسكرات اعتقال ومعسكر عمالي نازي (أربياتسلاغر) تديرها ألمانيا النازية في بولندا المحتلة من 1942-1945، أثناء الحرب العالمية الثانية والمحرقة. بالنسبة لمعظم وجودها، كانت مونويتز معسكرًا فرعيًا لمعسكر اعتقال أوشفيتز؛ اعتبارًا من نوفمبر 1943، عُرفت هذه المعلومات مع المخيمات الفرعية النازية الأخرى في المنطقة باسم «معسكرات محتشد أوشفيتز الثالث» (KL Auschwitz III-Aussenlager). في نوفمبر 1944، قام الألمان بإعادة تسمية معسكر الاعتقال Monowitz،  على اسم قرية Monowice (الألمانية: Monowitz) حيث تم بناؤه، في الجزء المرفق من بولندا. كان إس إسهوبتستثرمفهرر (الكابتن) هاينريش شفارتز قائدا من نوفمبر 1943 إلى يناير 1945.
أسست قوات الأمن الخاصة المعسكر في أكتوبر عام 1942 بناءً على طلب من المديرين التنفيذيين لإي غه فاربن لتوفير عمالة لمجمع Buna Werke (Buna Works) الصناعي. اشتق اسم بونا من المطاط الصناعي القائم على البيوتاديين والرمز الكيميائي للصوديوم (Na)، وهي عملية إنتاج المطاط الصناعي المطورة في ألمانيا. الشركات الصناعية الألمانية الأخرى بنيت المصانع مع المخيمات الفرعية الخاصة بهم، مثل سيمنز-شوكيرت. شركة تصنيع الأسلحة الألمانية كروب، برئاسة عضو SS الفريد كروب، بنيت أيضا مرافق التصنيع الخاصة بها بالقرب من مونويتز.
احتجز مونويتز حوالي 12000 سجين، غالبيتهم العظمى من اليهود، بالإضافة إلى مجرمين غير يهود وسجناء سياسيين. فرضت قوات الأمن الخاصة رسومًا على IG Farben ثلاث رايخ مارك (RM) يوميًا للعمال غير المهرة، وأربعة رايخ مارك في الساعة للعمال المهرة، وواحد ونصف رايخ مارك للأطفال. احتوى المعسكر على "Arbeitsausbildungslager" (معسكر تعليم العمال) للسجناء غير اليهود الذين لا يعتبرون مطابقين لمعايير العمل الألمانية. كان العمر المتوقع للعمال اليهود في بونا ويرك ثلاثة إلى أربعة أشهر؛ للعاملين في المناجم النائية، شهر واحد فقط. أولئك الذين يُعتبرون غير لائقين للعمل قد تم قتلهم بالغاز في أوشفيتز الثاني-بيركيناو.
بريمو ليفي، مؤلف كتاب «إذا كان هذا رجلاً" (1947)، نجا من مونويتز، كما فعل إيلي ويزل، مؤلف كتاب» جائزة بوليتزر" - الحائز على جائزة ليل الليل (1960)، والذي كان سجينًا مراهقًا هناك مع والده.